# Lista över matchresultat i Hockeyallsvenskan 2023/2024
Lista över matchresultat i grundserien av Hockeyallsvenskan 2023/2024.
| Nr | Lag               | S  | V  | ÖV | ÖF | F  | GM  | IM  | MS  | P   |
| -- | ----------------- | -- | -- | -- | -- | -- | --- | --- | --- | --- |
| 1  | Brynäs IF (N)     | 52 | 33 | 5  | 3  | 11 | 199 | 127 | +72 | 112 |
| 2  | Södertälje SK     | 52 | 28 | 3  | 5  | 16 | 170 | 129 | +41 | 95  |
| 3  | AIK               | 52 | 25 | 7  | 6  | 14 | 166 | 134 | +32 | 95  |
| 4  | Djurgårdens IF    | 52 | 25 | 6  | 6  | 15 | 159 | 136 | +23 | 93  |
| 5  | Mora IK           | 52 | 24 | 8  | 3  | 17 | 152 | 126 | +26 | 91  |
| 6  | IF Björklöven     | 52 | 21 | 8  | 6  | 17 | 170 | 139 | +31 | 85  |
| 7  | BIK Karlskoga     | 52 | 21 | 6  | 5  | 20 | 155 | 147 | +8  | 80  |
| 8  | Nybro Vikings (U) | 52 | 20 | 7  | 3  | 22 | 154 | 157 | −3  | 77  |
| 9  | Almtuna IS        | 52 | 18 | 8  | 6  | 20 | 128 | 155 | −27 | 76  |
| 10 | Kalmar HC (U)     | 52 | 19 | 6  | 5  | 22 | 151 | 169 | −18 | 74  |
| 11 | Västerås IK       | 52 | 17 | 4  | 5  | 26 | 154 | 177 | −23 | 64  |
| 12 | Tingsryds AIF     | 52 | 14 | 4  | 12 | 22 | 121 | 160 | −39 | 62  |
| 13 | Östersunds IK     | 52 | 12 | 4  | 6  | 30 | 123 | 163 | −40 | 50  |
| 14 | Västerviks IK     | 52 | 9  | 2  | 7  | 34 | 109 | 192 | −83 | 38  |

## Matcher
| 22 september 2023 - Brynäs IF - AIK 5 - 2 (2-0, 2-1, 1-1) 7909 Monitor ERP Arena - Mora IK - Södertälje SK 5 - 3 (1-0, 2-2, 2-1) 3328 Smidjegrav Arena - BIK Karlskoga - Östersunds IK 2 - 4 (1-1, 0-1, 1-2) 2871 Nobelhallen - Västerås IK - Almtuna IS 4 - 1 (0-0, 2-0, 2-1) 3865 ABB Arena Nord - Nybro Vikings IF - Tingsryds AIF 4 - 1 (0-0, 4-1, 0-0) 2380 Liljas Arena - Västerviks IK - Kalmar HC 1 - 3 (0-1, 0-1, 1-1) 1388 Tjusthallen - Djurgårdens IF - IF Björklöven 5 - 3 (1-0, 1-1, 3-2) 8094 Hovet, Johanneshov 26 september 2023 - Östersunds IK - Södertälje SK 1 - 7 (1-4, 0-1, 0-2) 1802 Östersund Arena Hall A 27 september 2023 - Mora IK - Nybro Vikings IF 1 - 3 (1-1, 0-0, 0-2) 2052 Smidjegrav Arena - BIK Karlskoga - Tingsryds AIF 2 - 4 (0-1, 0-2, 2-1) 2144 Nobelhallen - Västerås IK - Brynäs IF 4 - 5 (0-3, 2-1, 2-0, 0-1) 4380 ABB Arena Nord - AIK - IF Björklöven 1 - 4 (0-2, 0-0, 1-2) 5602 Hovet, Johanneshov - Västerviks IK - Djurgårdens IF 2 - 3 (1-0, 0-0, 1-2, 0-1) 1157 Tjusthallen - Kalmar HC - Almtuna IS 5 - 4 (1-0, 2-1, 1-3, 1-0) 2046 Hatstore Arena 29 september 2023 - IF Björklöven - Västerviks IK 6 - 1 (5-0, 0-0, 1-1) 5051 Winpos Arena - Brynäs IF - Mora IK 7 - 1 (3-0, 1-1, 3-0) 6178 Monitor ERP Arena - Almtuna IS - BIK Karlskoga 4 - 2 (0-0, 1-2, 3-0) 656 Gränby ishall - Södertälje SK - Västerås IK 3 - 4 (1-0, 0-1, 2-2, 0-0, 0-1) 5094 Scaniarinken - Tingsryds AIF - Djurgårdens IF 2 - 3 (0-0, 1-1, 1-1, 0-1) 2010 Dackehallen - Nybro Vikings IF - Östersunds IK 4 - 2 (1-0, 2-0, 1-2) 2036 Liljas Arena 30 september 2023 - AIK - Kalmar HC 6 - 3 (1-0, 5-1, 0-2) 3279 Hovet, Johanneshov 1 oktober 2023 - IF Björklöven - Västerviks IK 6 - 0 (0-0, 4-0, 2-0) 4692 Winpos Arena - Nybro Vikings IF - Östersunds IK 5 - 2 (3-1, 1-0, 1-1) 2006 Liljas Arena 3 oktober 2023 - Västerviks IK - Östersunds IK 5 - 3 (1-1, 2-1, 2-1) 760 Tjusthallen 4 oktober 2023 - Västerås IK - IF Björklöven 2 - 5 (1-1, 1-1, 0-3) 3107 ABB Arena Nord - Almtuna IS - Södertälje SK 4 - 1 (2-0, 0-0, 2-1) 659 Gränby ishall - Djurgårdens IF - Mora IK 0 - 4 (0-1, 0-0, 0-3) 4988 Hovet, Johanneshov - Nybro Vikings IF - AIK 0 - 6 (0-1, 0-3, 0-2) 2276 Liljas Arena - Kalmar HC - BIK Karlskoga 3 - 2 (0-2, 2-0, 1-0) 1537 Hatstore Arena 6 oktober 2023 - IF Björklöven - Almtuna IS 2 - 5 (0-1, 1-2, 1-2) 4594 Winpos Arena - Östersunds IK - Djurgårdens IF 4 - 1 (1-0, 1-0, 2-1) 2101 Östersund Arena Hall A - Mora IK - Västerås IK 5 - 0 (1-0, 3-0, 1-0) 2375 Smidjegrav Arena - BIK Karlskoga - Nybro Vikings IF 1 - 2 (0-0, 1-2, 0-0) 2235 Nobelhallen - Södertälje SK - Kalmar HC 4 - 5 (0-2, 3-2, 1-0, 0-1) 2723 Scaniarinken - AIK - Tingsryds AIF 3 - 4 (1-1, 1-1, 1-1, 0-1) 3102 Hovet, Johanneshov 7 oktober 2023 - Brynäs IF - Västerviks IK 5 - 4 (2-0, 2-3, 0-1, 1-0) 6079 Monitor ERP Arena 8 oktober 2023 - Södertälje SK - Nybro Vikings IF 5 - 0 (1-0, 1-0, 3-0) 2843 Scaniarinken 11 oktober 2023 - Brynäs IF - BIK Karlskoga 6 - 2 (2-0, 2-1, 2-1) 6411 Monitor ERP Arena - Almtuna IS - AIK 1 - 2 (1-0, 0-2, 0-0) 1007 Gränby ishall - Djurgårdens IF - Västerås IK 0 - 2 (0-2, 0-0, 0-0) 4332 Hovet, Johanneshov - Västerviks IK - Mora IK 2 - 5 (0-3, 1-1, 1-1) 879 Tjusthallen - Tingsryds AIF - IF Björklöven 4 - 3 (1-0, 2-1, 0-2, 1-0) 1452 Dackehallen - Kalmar HC - Östersunds IK 2 - 3 (0-0, 2-1, 0-2) 1417 Hatstore Arena 2023-10-13 - Mora IK - Almtuna IS 2 - 1 (0-0, 1-0, 0-1, 0-0, 1-0) 2412 Smidjegrav Arena - BIK Karlskoga - Västerviks IK 2 - 0 (0-0, 2-0, 0-0) 2314 Nobelhallen - Västerås IK - AIK 8 - 3 (3-3, 3-0, 2-0) 4006 ABB Arena Nord - Nybro Vikings IF - Brynäs IF 4 - 1 (0-0, 2-1, 2-0) 2380 Liljas Arena - Tingsryds AIF - Östersunds IK 0 - 3 (0-0, 0-2, 0-1) 1308 Dackehallen - Kalmar HC - IF Björklöven 3 - 9 (1-3, 2-1, 0-5) 2011 Hatstore Arena 2023-10-14 - Djurgårdens IF - Södertälje SK 4 - 3 (0-1, 1-2, 3-0) 7266 Hovet, Johanneshov 2023-10-15 - Tingsryds AIF - Brynäs IF 4 - 6 (2-3, 1-2, 1-1) 2716 Dackehallen 2023-10-18 - IF Björklöven - Nybro Vikings IF 5 - 0 (2-0, 1-0, 2-0) 4899 Winpos Arena - Brynäs IF - Djurgårdens IF 7 - 4 (2-2, 0-2, 5-0) 7033 Monitor ERP Arena - Östersunds IK - Almtuna IS 3 - 4 (0-0, 1-1, 2-3) 1654 Östersund Arena Hall A - Mora IK - Kalmar HC 2 - 1 (0-0, 1-0, 0-1, 0-0, 1-0) 1812 Smidjegrav Arena - Västerås IK - Västerviks IK 5 - 1 (2-0, 2-0, 1-1) 2516 ABB Arena Nord - Södertälje SK - Tingsryds AIF 5 - 0 (0-0, 0-0, 5-0) 3012 Scaniarinken - AIK - BIK Karlskoga 3 - 4 (1-0, 2-2, 0-1, 0-0, 0-1) 2612 Hovet, Johanneshov 2023-10-20 - Östersunds IK - Brynäs IF 0 - 2 (0-0, 0-2, 0-0) 2580 Östersund Arena Hall A - BIK Karlskoga - IF Björklöven 2 - 3 (1-0, 1-2, 0-0, 0-0, 0-1) 2651 Nobelhallen - Almtuna IS - Nybro Vikings IF 7 - 3 (3-2, 3-0, 1-1) 653 Gränby ishall - AIK - Mora IK 3 - 2 (0-2, 2-0, 1-0) 3384 Hovet, Johanneshov - Västerviks IK - Södertälje SK 3 - 2 (2-0, 0-1, 1-1) 1087 Tjusthallen - Västerås IK - Tingsryds AIF 5 - 4 (1-0, 2-2, 2-2) 2905 ABB Arena Nord 21 oktober 2023 - Kalmar HC - Djurgårdens IF 6 - 3 (1-1, 4-1, 1-1) 2500 Hatstore Arena 22 oktober 2023 - Tingsryds AIF - Mora IK 1 - 3 (0-0, 0-2, 1-1) 1251 Dackehallen 23 oktober 2023 - Tingsryds AIF - Mora IK 2 - 0 (1-0, 0-0, 1-0) 1090 Dackehallen 25 oktober 2023 - IF Björklöven - Östersunds IK 4 - 3 (4-0, 0-3, 0-0) 3872 Winpos Arena - BIK Karlskoga - Södertälje SK 1 - 3 (1-2, 0-1, 0-0) 2177 Nobelhallen - Almtuna IS - Västerviks IK 1 - 2 (0-0, 0-1, 1-0, 0-1) 512 Gränby ishall - Djurgårdens IF - AIK 3 - 1 (2-0, 0-1, 1-0) 13250 Avicii Arena - Nybro Vikings IF - Västerås IK 4 - 3 (2-1, 1-0, 1-2) 1888 Liljas Arena - Kalmar HC - Brynäs IF 2 - 5 (1-1, 1-3, 0-1) 2500 Hatstore Arena 27 oktober 2023 - Södertälje SK - AIK 3 - 4 (1-0, 1-1, 1-2, 0-0, 0-1) 5204 Scaniarinken - Västerås IK - BIK Karlskoga 2 - 5 (1-3, 0-0, 1-2) 3138 ABB Arena Nord - Almtuna IS - Djurgårdens IF 4 - 3 (1-1, 2-1, 1-1) 1141 Gränby ishall - Västerviks IK - Nybro Vikings IF 3 - 1 (0-0, 2-0, 1-1) 1125 ACT-Hallen - Tingsryds AIF - Kalmar HC 4 - 3 (0-1, 2-2, 1-0, 1-0) 1608 Dackehallen - Brynäs IF - IF Björklöven 0 - 2 (0-0, 0-0, 0-2) 7875 Monitor ERP Arena 28 oktober 2023 - Östersunds IK - Mora IK 3 - 0 (0-0, 1-0, 2-0) 1662 Östersund Arena Hall A 1 november 2023 - IF Björklöven - Mora IK 0 - 3 (0-0, 0-1, 0-2) 4612 Winpos Arena - BIK Karlskoga - Djurgårdens IF 3 - 4 (1-1, 1-0, 1-2, 0-1) 3020 Nobelhallen - Västerås IK - Östersunds IK 3 - 1 (1-1, 1-0, 1-0) 2625 ABB Arena Nord - Södertälje SK - Brynäs IF 1 - 4 (1-2, 0-0, 0-2) 5387 Scaniarinken - AIK - Västerviks IK 9 - 1 (3-0, 6-1, 0-0) 3112 Hovet, Johanneshov - Nybro Vikings IF - Kalmar HC 1 - 3 (0-2, 1-0, 0-1) 2380 Liljas Arena - Almtuna IS - Tingsryds AIF 1 - 4 (0-1, 1-2, 0-1) 613 Gränby ishall 3 november 2023 - IF Björklöven - Södertälje SK 5 - 3 (2-1, 2-0, 1-2) 4785 Winpos Arena - Östersunds IK - AIK 2 - 5 (0-1, 2-1, 0-3) 1904 Östersund Arena Hall A - Mora IK - BIK Karlskoga 2 - 4 (2-0, 0-2, 0-2) 2834 Smidjegrav Arena - Almtuna IS - Brynäs IF 1 - 3 (0-1, 1-0, 0-2) 2366 Gränby ishall - Djurgårdens IF - Nybro Vikings IF 0 - 2 (0-0, 0-0, 0-2) 5963 Hovet, Johanneshov - Västerviks IK - Tingsryds AIF 2 - 3 (1-2, 0-1, 1-0) 869 ACT-Hallen - Kalmar HC - Västerås IK 4 - 3 (3-0, 0-2, 0-1, 1-0) 1933 Hatstore Arena 4 november 2023 - Mora IK - Brynäs IF 6 - 2 (3-2, 0-0, 3-0) 4500 Smidjegrav Arena 5 november 2023 - AIK - Västerås IK 4 - 0 (1-0, 1-0, 2-0) 4113 Hovet, Johanneshov - Tingsryds AIF - BIK Karlskoga 2 - 3 (1-0, 1-1, 0-1, 0-0, 0-1) 1285 Dackehallen - Kalmar HC - Västerviks IK 4 - 3 (1-3, 2-0, 0-0, 1-0) 2138 Hatstore Arena - Södertälje SK - Östersunds IK 3 - 0 (1-0, 0-0, 2-0) 3023 Scaniarinken - Nybro Vikings IF - IF Björklöven 3 - 4 (2-2, 0-1, 1-0, 0-0, 0-1) 1983 Liljas Arena 7 november 2023 - Västerviks IK - IF Björklöven 5 - 0 (3-0, 0-0, 2-0) 719 ACT-Hallen - Djurgårdens IF - Tingsryds AIF 5 - 2 (1-2, 3-0, 1-0) 4151 Hovet, Johanneshov 8 november 2023 - AIK - Almtuna IS 3 - 0 (0-0, 1-0, 2-0) 2904 Hovet, Johanneshov 11 november 2023 - BIK Karlskoga - Västerås IK 4 - 2 (1-1, 0-1, 3-0) 3038 Nobelhallen 15 november 2023 - IF Björklöven - Djurgårdens IF 2 - 1 (1-0, 0-0, 0-1, 1-0) 5134 Winpos Arena - Brynäs IF - Tingsryds AIF 0 - 2 (0-0, 0-1, 0-1) 6187 Monitor ERP Arena - Östersunds IK - Nybro Vikings IF 2 - 3 (1-0, 1-0, 0-2, 0-1) 1530 Östersund Arena Hall A - BIK Karlskoga - Mora IK 2 - 4 (0-1, 1-0, 1-3) 2103 Nobelhallen - Västerås IK - Kalmar HC 5 - 1 (3-0, 1-0, 1-1) 2467 ABB Arena Nord - Södertälje SK - Västerviks IK 4 - 1 (2-0, 2-1, 0-0) 2693 Scaniarinken 2023-11-17 - Mora IK - IF Björklöven 1 - 2 (1-0, 0-0, 0-1, 0-1) 2902 Smidjegrav Arena - Almtuna IS - Västerås IK 0 - 3 (0-1, 0-1, 0-1) 661 Gränby ishall - Nybro Vikings IF - BIK Karlskoga 3 - 4 (1-1, 2-1, 0-1, 0-1) 2143 Liljas Arena - Västerviks IK - Brynäs IF 2 - 5 (1-1, 0-3, 1-1) 1847 ACT-Hallen - Tingsryds AIF - Södertälje SK 3 - 4 (0-1, 3-1, 0-1, 0-1) 1263 Dackehallen - Kalmar HC - AIK 1 - 0 (0-0, 0-0, 1-0) 2213 Hatstore Arena 2023-11-18 - Tingsryds AIF - Södertälje SK 1 - 3 (0-1, 0-0, 1-2) 1923 Dackehallen - BIK Karlskoga - IF Björklöven 5 - 4 (1-0, 2-4, 2-0) 2303 Nobelhallen 21 november 2023 - Östersunds IK - Västerviks IK 2 - 3 (1-0, 0-2, 1-0, 0-1) 1545 Östersund Arena Hall A 22 november 2023 - IF Björklöven - AIK 4 - 0 (0-0, 0-0, 4-0) 4505 Winpos Arena - Brynäs IF - Södertälje SK 0 - 2 (0-0, 0-1, 0-1) 5815 Monitor ERP Arena - Västerås IK - Mora IK 2 - 3 (2-2, 0-1, 0-0) 2714 ABB Arena Nord - Almtuna IS - Kalmar HC 4 - 1 (3-0, 0-0, 1-1) 478 Gränby ishall - Djurgårdens IF - BIK Karlskoga 3 - 2 (1-0, 1-1, 1-1) 5230 Hovet, Johanneshov - Tingsryds AIF - Nybro Vikings IF 2 - 4 (0-2, 1-0, 1-2) 1903 Dackehallen 24 november 2023 - Södertälje SK - Djurgårdens IF 1 - 3 (0-0, 0-1, 1-2) 6000 Scaniarinken - IF Björklöven - Västerås IK 1 - 4 (0-2, 0-0, 1-2) 4770 Winpos Arena - Mora IK - Östersunds IK 2 - 3 (0-1, 0-0, 2-1, 0-1) 1975 Smidjegrav Arena - BIK Karlskoga - Almtuna IS 2 - 4 (0-1, 1-1, 1-2) 2627 Nobelhallen - Nybro Vikings IF - Västerviks IK 2 - 1 (1-1, 0-0, 0-0, 1-0) 2122 Liljas Arena - Kalmar HC - Tingsryds AIF 3 - 2 (2-1, 0-1, 0-0, 1-0) 2116 Hatstore Arena - AIK - Brynäs IF 5 - 4 (3-1, 0-1, 1-2, 1-0) 8094 Hovet, Johanneshov 26 november 2023 - Brynäs IF - Nybro Vikings IF 4 - 1 (1-1, 1-0, 2-0) 6411 Monitor ERP Arena - Västerås IK - Södertälje SK 3 - 6 (1-2, 1-1, 1-3) 3542 ABB Arena Nord - Östersunds IK - BIK Karlskoga 1 - 2 (1-0, 0-1, 0-1) 1454 Östersund Arena Hall A - Almtuna IS - Mora IK 0 - 6 (0-0, 0-2, 0-4) 537 Gränby ishall 27 november 2023 - Tingsryds AIF - AIK 2 - 3 (1-2, 1-0, 0-0, 0-1) 1182 Dackehallen - Djurgårdens IF - Kalmar HC 3 - 2 (0-0, 0-1, 3-1) 4546 Hovet, Johanneshov 29 november 2023 - IF Björklöven - Brynäs IF 4 - 5 (3-2, 1-1, 0-2) 5166 Winpos Arena - Östersunds IK - Västerås IK 3 - 4 (1-1, 0-3, 2-0) 1118 Östersund Arena Hall A - Mora IK - AIK 4 - 5 (0-2, 2-2, 2-0, 0-1) 2027 Smidjegrav Arena - BIK Karlskoga - Kalmar HC 1 - 4 (0-2, 0-1, 1-1) 2015 Nobelhallen - Nybro Vikings IF - Södertälje SK 3 - 4 (0-1, 1-2, 2-1) 1857 Liljas Arena - Västerviks IK - Almtuna IS 3 - 5 (0-1, 2-2, 1-2) 889 ACT-Hallen 1 december 2023 - Brynäs IF - Östersunds IK 3 - 2 (1-1, 0-1, 1-0, 1-0) 5736 Monitor ERP Arena - Västerås IK - Djurgårdens IF 3 - 7 (2-2, 1-2, 0-3) 4217 ABB Arena Nord - Almtuna IS - IF Björklöven 6 - 5 (2-0, 2-3, 1-2, 1-0) 863 Gränby ishall - AIK - Nybro Vikings IF 3 - 4 (0-3, 1-0, 2-0, 0-1) 4253 Hovet, Johanneshov - Tingsryds AIF - Västerviks IK 3 - 0 (0-0, 2-0, 1-0) 1051 Dackehallen - Kalmar HC - Mora IK 3 - 5 (2-2, 0-2, 1-1) 1984 Hatstore Arena 2 december 2023 - Södertälje SK - BIK Karlskoga 6 - 2 (1-1, 3-0, 2-1) 2897 Scaniarinken 4 december 2023 - Djurgårdens IF - Almtuna IS 5 - 3 (1-1, 2-1, 2-1) 4266 Hovet, Johanneshov 6 december 2023 - IF Björklöven - Kalmar HC 4 - 3 (0-2, 3-0, 0-1, 1-0) 4245 Winpos Arena - Brynäs IF - Västerås IK 3 - 4 (2-0, 1-1, 0-2, 0-0, 0-1) 5063 Monitor ERP Arena - Östersunds IK - Tingsryds AIF 3 - 4 (1-1, 1-1, 1-2) 1018 Östersund Arena Hall A - Mora IK - Djurgårdens IF 2 - 1 (0-0, 1-1, 0-0, 1-0) 2455 Smidjegrav Arena - AIK - Södertälje SK 3 - 6 (0-2, 1-1, 2-3) 4241 Hovet, Johanneshov - Nybro Vikings IF - Almtuna IS 1 - 2 (0-0, 0-0, 1-1, 0-1) 1942 Liljas Arena - Västerviks IK - BIK Karlskoga 5 - 6 (2-3, 2-2, 1-0, 0-1) 785 ACT-Hallen 8 december 2023 - IF Björklöven - Tingsryds AIF 2 - 3 (0-0, 1-1, 1-2) 4534 Winpos Arena - Östersunds IK - Kalmar HC 1 - 4 (0-1, 1-2, 0-1) 1073 Östersund Arena Hall A - BIK Karlskoga - Brynäs IF 1 - 3 (0-1, 0-0, 1-2) 3558 Nobelhallen - Västerås IK - Nybro Vikings IF 4 - 6 (0-2, 3-3, 1-1) 2622 ABB Arena Nord - Almtuna IS - AIK 2 - 3 (0-1, 0-0, 2-2) 920 Gränby ishall - Djurgårdens IF - Västerviks IK 5 - 3 (2-2, 2-0, 1-1) 5416 Hovet, Johanneshov - Södertälje SK - Mora IK 5 - 3 (2-0, 1-1, 2-2) 3385 Scaniarinken 13 december 2023 - BIK Karlskoga - AIK 3 - 4 (0-2, 3-2, 0-0) 2226 Nobelhallen - Almtuna IS - Östersunds IK 2 - 1 (0-0, 0-1, 2-0) 449 Gränby ishall - Djurgårdens IF - Brynäs IF 3 - 2 (0-0, 2-1, 1-1) 8094 Hovet, Johanneshov - Södertälje SK - IF Björklöven 2 - 3 (0-2, 0-1, 2-0) 3923 Scaniarinken - Västerviks IK - Västerås IK 4 - 5 (1-2, 2-2, 1-0, 0-1) 782 ACT-Hallen - Kalmar HC - Nybro Vikings IF 5 - 3 (2-2, 1-1, 2-0) 2500 Hatstore Arena | 15 december 2023 - IF Björklöven - BIK Karlskoga 1 - 2 (0-0, 0-1, 1-1) 4451 Winpos Arena - Brynäs IF - Almtuna IS 6 - 1 (3-0, 3-0, 0-1) 5815 Monitor ERP Arena - Mora IK - Västerviks IK 4 - 1 (2-0, 1-0, 1-1) 1876 Smidjegrav Arena - Tingsryds AIF - Västerås IK 3 - 4 (2-1, 0-1, 1-1, 0-0, 0-1) 1223 Dackehallen - AIK - Östersunds IK 5 - 4 (2-2, 1-1, 1-1, 1-0) 3597 Hovet, Johanneshov - Nybro Vikings IF - Djurgårdens IF 1 - 4 (1-0, 0-2, 0-2) 2314 Liljas Arena - Kalmar HC - Södertälje SK 2 - 3 (0-0, 2-1, 0-2) 1915 Hatstore Arena 17 december 2023 - Södertälje SK - Almtuna IS 5 - 0 (0-0, 4-0, 1-0) 3173 Scaniarinken - AIK - Mora IK 2 - 0 (0-0, 0-0, 2-0) 3621 Hovet, Johanneshov - Västerviks IK - Djurgårdens IF 4 - 2 (2-0, 1-0, 1-2) 1317 ACT-Hallen - Nybro Vikings IF - Tingsryds AIF 5 - 1 (1-0, 1-0, 3-1) 2117 Liljas Arena 18 december 2023 - Brynäs IF - Kalmar HC 5 - 3 (2-1, 1-1, 2-1) 5631 Monitor ERP Arena - Östersunds IK - IF Björklöven 3 - 7 (1-3, 0-1, 2-3) 1471 Östersund Arena Hall A 20 december 2023 - Östersunds IK - AIK 2 - 3 (1-1, 0-1, 1-1) 1304 Östersund Arena Hall A - BIK Karlskoga - Nybro Vikings IF 4 - 2 (1-1, 2-0, 1-1) 2115 Nobelhallen - Västerås IK - Mora IK 3 - 2 (1-0, 1-1, 1-1) 2745 ABB Arena Nord - Almtuna IS - Brynäs IF 1 - 3 (0-2, 0-0, 1-1) 1522 Gränby ishall - Djurgårdens IF - Kalmar HC 5 - 1 (1-0, 2-0, 2-1) 5109 Hovet, Johanneshov 27 december 2023 - Brynäs IF - Östersunds IK 10 - 2 (3-1, 2-0, 5-1) 7734 Monitor ERP Arena - Mora IK - IF Björklöven 3 - 2 (1-1, 1-1, 0-0, 1-0) 4310 Smidjegrav Arena - Södertälje SK - BIK Karlskoga 4 - 1 (1-0, 1-0, 2-1) 4203 Scaniarinken - AIK - Djurgårdens IF 3 - 1 (1-0, 2-1, 0-0) 13132 Avicii Arena - Nybro Vikings IF - Västerviks IK 6 - 2 (1-0, 1-0, 4-2) 2203 Liljas Arena - Kalmar HC - Västerås IK 2 - 4 (1-2, 1-2, 0-0) 2362 Hatstore Arena 29 december 2023 - IF Björklöven - Nybro Vikings IF 2 - 3 (0-0, 1-2, 1-1) 5022 Winpos Arena - Östersunds IK - Mora IK 3 - 0 (0-0, 1-0, 2-0) 1408 Östersund Arena Hall A - BIK Karlskoga - Kalmar HC 5 - 2 (2-1, 2-1, 1-0) 2662 Nobelhallen - Västerås IK - AIK 3 - 1 (2-0, 0-1, 1-0) 4380 ABB Arena Nord - Djurgårdens IF - Södertälje SK 7 - 3 (3-1, 2-1, 2-1) 13487 Avicii Arena - Västerviks IK - Brynäs IF 3 - 1 (2-0, 1-0, 0-1) 1942 ACT-Hallen - Tingsryds AIF - Almtuna IS 1 - 2 (0-1, 0-0, 1-1) 2661 Dackehallen 30 december 2023 - Tingsryds AIF - Almtuna IS 2 - 3 (0-1, 2-0, 0-1, 0-0, 0-1) 1190 Dackehallen 3 januari 2024 - Djurgårdens IF - Östersunds IK 4 - 3 (0-0, 3-0, 1-3) 6861 Hovet, Johanneshov 5 januari 2024 - Brynäs IF - Mora IK 4 - 2 (1-1, 2-1, 1-0) 6639 Monitor ERP Arena - Almtuna IS - Västerås IK 3 - 2 (1-0, 0-2, 1-0, 1-0) 628 Gränby ishall - Södertälje SK - Östersunds IK 2 - 0 (1-0, 1-0, 0-0) 2893 Scaniarinken - AIK - IF Björklöven 0 - 3 (0-1, 0-2, 0-0) 4912 Hovet, Johanneshov - Nybro Vikings IF - Djurgårdens IF 0 - 3 (0-0, 0-1, 0-2) 2265 Liljas Arena - Västerviks IK - Kalmar HC 1 - 4 (1-2, 0-1, 0-1) 910 ACT-Hallen - Tingsryds AIF - BIK Karlskoga 1 - 2 (0-0, 0-1, 1-1) 1006 Dackehallen 6 januari 2024 - Västerås IK - IF Björklöven 1 - 3 (0-3, 0-0, 1-0) 3334 ABB Arena Nord 7 januari 2024 - Djurgårdens IF - Västerviks IK 4 - 1 (3-0, 0-1, 1-0) 5487 Hovet, Johanneshov 10 januari 2024 - Mora IK - Djurgårdens IF 5 - 4 (2-1, 1-3, 1-0, 1-0) 2450 Smidjegrav Arena - BIK Karlskoga - Västerviks IK 2 - 0 (0-0, 0-0, 2-0) 2013 Nobelhallen - Almtuna IS - Östersunds IK 2 - 0 (0-0, 1-0, 1-0) 458 Gränby ishall - Södertälje SK - Nybro Vikings IF 8 - 3 (2-0, 3-2, 3-1) 2820 Scaniarinken - AIK - Tingsryds AIF 3 - 2 (1-1, 1-0, 0-1, 1-0) 2616 Hovet, Johanneshov - Kalmar HC - Brynäs IF 0 - 6 (0-1, 0-4, 0-1) 2413 Hatstore Arena 12 januari 2024 - IF Björklöven - BIK Karlskoga 1 - 2 (0-0, 0-0, 1-1, 0-1) 4521 Winpos Arena - Brynäs IF - AIK 5 - 3 (3-1, 0-2, 2-0) 7074 Monitor ERP Arena - Östersunds IK - Västerås IK 6 - 2 (3-0, 2-0, 1-2) 1549 Östersund Arena Hall A - Nybro Vikings IF - Mora IK 5 - 2 (3-0, 0-0, 2-2) 1888 Liljas Arena - Västerviks IK - Södertälje SK 2 - 3 (0-0, 0-1, 2-2) 875 ACT-Hallen - Tingsryds AIF - Kalmar HC 1 - 4 (0-0, 1-1, 0-3) 1401 Dackehallen 13 januari 2024 - Djurgårdens IF - Almtuna IS 3 - 2 (1-0, 0-1, 1-1, 0-0, 1-0) 6635 Hovet, Johanneshov 14 januari 2024 - Mora IK - Västerviks IK 3 - 1 (0-0, 1-0, 2-1) 1692 Smidjegrav Arena 15 januari 2024 - Nybro Vikings IF - IF Björklöven 4 - 2 (2-0, 0-1, 2-1) 1953 Liljas Arena 17 januari 2024 - Brynäs IF - Västerås IK 1 - 2 (1-1, 0-1, 0-0) 5489 Monitor ERP Arena - Mora IK - Almtuna IS 4 - 1 (2-1, 0-0, 2-0) 2076 Smidjegrav Arena - BIK Karlskoga - Djurgårdens IF 5 - 3 (2-0, 1-1, 2-2) 2542 Nobelhallen - AIK - Södertälje SK 6 - 3 (3-0, 1-2, 2-1) 3797 Hovet, Johanneshov - Västerviks IK - Tingsryds AIF 1 - 4 (1-2, 0-0, 0-2) 742 ACT-Hallen - Kalmar HC - IF Björklöven 5 - 6 (0-0, 3-2, 2-3, 0-1) 1812 Hatstore Arena 19 januari 2024 - Almtuna IS - BIK Karlskoga 3 - 4 (2-1, 1-1, 0-2) 506 Gränby ishall - Mora IK - Nybro Vikings IF 4 - 3 (1-0, 2-2, 1-1) 1690 Smidjegrav Arena - Västerås IK - Västerviks IK 3 - 5 (1-0, 1-3, 1-2) 2738 ABB Arena Nord - Södertälje SK - Brynäs IF 3 - 5 (2-2, 0-1, 1-2) 5626 Scaniarinken - Tingsryds AIF - IF Björklöven 2 - 5 (0-1, 1-1, 1-3) 1237 Dackehallen - Kalmar HC - Östersunds IK 4 - 1 (0-1, 2-0, 2-0) 2122 Hatstore Arena 20 januari 2024 - Västerviks IK - Östersunds IK 0 - 2 (0-1, 0-0, 0-1) 1087 ACT-Hallen 21 januari 2024 - Djurgårdens IF - AIK 0 - 3 (0-1, 0-1, 0-1) 8094 Hovet, Johanneshov - Brynäs IF - Nybro Vikings IF 4 - 1 (1-0, 1-0, 2-1) 6358 Monitor ERP Arena 24 januari 2024 - IF Björklöven - Djurgårdens IF 4 - 6 (2-3, 0-2, 2-1) 4664 Winpos Arena - Östersunds IK - BIK Karlskoga 3 - 4 (1-1, 1-2, 1-0, 0-1) 1411 Östersund Arena Hall A - Västerås IK - Tingsryds AIF 1 - 3 (0-0, 0-0, 1-3) 2132 ABB Arena Nord - Södertälje SK - Almtuna IS 4 - 2 (1-0, 0-2, 3-0) 4723 Scaniarinken - AIK - Kalmar HC 1 - 4 (0-2, 0-0, 1-2) 8004 Hovet, Johanneshov - Västerviks IK - Mora IK 1 - 4 (0-1, 0-2, 1-1) 703 ACT-Hallen 26 januari 2024 - Djurgårdens IF - Brynäs IF 3 - 0 (0-0, 0-0, 3-0) 8094 Hovet, Johanneshov - Östersunds IK - Tingsryds AIF 4 - 0 (0-0, 2-0, 2-0) 1568 Östersund Arena Hall A - Mora IK - Kalmar HC 5 - 1 (1-0, 3-1, 1-0) 1837 Smidjegrav Arena - BIK Karlskoga - Västerås IK 3 - 2 (0-0, 1-1, 2-1) 2705 Nobelhallen - Almtuna IS - Västerviks IK 3 - 1 (0-0, 1-1, 2-0) 493 Gränby ishall - Nybro Vikings IF - AIK 1 - 0 (0-0, 0-0, 0-0, 1-0) 2261 Liljas Arena - IF Björklöven - Södertälje SK 1 - 0 (0-0, 1-0, 0-0) 4581 Winpos Arena 28 januari 2024 - Västerås IK - Nybro Vikings IF 6 - 3 (2-2, 2-0, 2-1) 2822 ABB Arena Nord - AIK - BIK Karlskoga 3 - 0 (1-0, 1-0, 1-0) 3460 Hovet, Johanneshov - Tingsryds AIF - Djurgårdens IF 4 - 1 (3-0, 0-1, 1-0) 1558 Dackehallen - Brynäs IF - IF Björklöven 4 - 5 (2-2, 2-2, 0-0, 0-1) 6887 Monitor ERP Arena - Södertälje SK - Mora IK 2 - 5 (0-1, 1-1, 1-3) 3023 Scaniarinken - Almtuna IS - Kalmar HC 5 - 4 (0-1, 2-0, 2-3, 1-0) 495 Gränby ishall 31 januari 2024 - IF Björklöven - Östersunds IK 1 - 4 (0-1, 1-1, 0-2) 4390 Winpos Arena - BIK Karlskoga - Brynäs IF 1 - 2 (0-0, 0-2, 1-0) 2665 Nobelhallen - Djurgårdens IF - Västerås IK 3 - 2 (1-1, 2-0, 0-1) 4911 Hovet, Johanneshov - Södertälje SK - Kalmar HC 4 - 2 (0-2, 4-0, 0-0) 2683 Scaniarinken - Nybro Vikings IF - Almtuna IS 4 - 3 (2-1, 1-0, 1-2) 1818 Liljas Arena - Västerviks IK - AIK 2 - 4 (1-0, 0-3, 1-1) 739 ACT-Hallen 2 februari 2024 - Brynäs IF - Tingsryds AIF Monitor ERP Arena - Östersunds IK - Djurgårdens IF Östersund Arena Hall A - Mora IK - BIK Karlskoga Smidjegrav Arena - Västerås IK - Södertälje SK ABB Arena Nord - Almtuna IS - IF Björklöven Gränby ishall - AIK - Västerviks IK Hovet, Johanneshov - Kalmar HC - Nybro Vikings IF Hatstore Arena 3 februari 2024 - Södertälje SK - Västerås IK Scaniarinken 4 februari 2024 - Mora IK - AIK Smidjegrav Arena - Djurgårdens IF - Tingsryds AIF Hovet, Johanneshov - Kalmar HC - BIK Karlskoga Hatstore Arena - Östersunds IK - Almtuna IS Östersund Arena Hall A 5 februari 2024 - IF Björklöven - Brynäs IF Winpos Arena - Västerviks IK - Nybro Vikings IF ACT-Hallen 7 februari 2024 - IF Björklöven - Almtuna IS Winpos Arena - Brynäs IF - Djurgårdens IF Monitor ERP Arena - BIK Karlskoga - Södertälje SK Nobelhallen - Västerås IK - Kalmar HC ABB Arena Nord - AIK - Östersunds IK Hovet, Johanneshov - Nybro Vikings IF - Mora IK Liljas Arena - Tingsryds AIF - Västerviks IK Dackehallen 9 februari 2024 - Almtuna IS - Nybro Vikings IF Gränby ishall - Östersunds IK - IF Björklöven Östersund Arena Hall A - Mora IK - Brynäs IF Smidjegrav Arena - Djurgårdens IF - BIK Karlskoga Hovet, Johanneshov - Södertälje SK - AIK Scaniarinken - Västerviks IK - Västerås IK ACT-Hallen - Kalmar HC - Tingsryds AIF Hatstore Arena 10 februari 2024 - Brynäs IF - Almtuna IS Monitor ERP Arena - Mora IK - Östersunds IK Smidjegrav Arena - Nybro Vikings IF - Västerås IK Liljas Arena 11 februari 2024 - Tingsryds AIF - AIK Dackehallen - Kalmar HC - Södertälje SK Hatstore Arena 14 februari 2024 - IF Björklöven - Tingsryds AIF Winpos Arena - Brynäs IF - Södertälje SK Monitor ERP Arena - Östersunds IK - Kalmar HC Östersund Arena Hall A - Västerås IK - BIK Karlskoga ABB Arena Nord - Almtuna IS - Mora IK Gränby ishall - Djurgårdens IF - Nybro Vikings IF Hovet, Johanneshov - Västerviks IK - AIK ACT-Hallen 16 februari 2024 - IF Björklöven - Kalmar HC 4 - 2 (0-1, 3-0, 1-1) 4181 Winpos Arena - Mora IK - Tingsryds AIF 2 - 1 (2-0, 0-1, 0-0) 2872 Smidjegrav Arena - BIK Karlskoga - Almtuna IS 10 - 0 (5-0, 2-0, 3-0) 2025 Nobelhallen - Västerås IK - Östersunds IK 2 - 4 (0-1, 1-2, 1-1) 4202 ABB Arena Nord - Södertälje SK - Västerviks IK 7 - 2 (3-0, 3-1, 1-1) 5445 Scaniarinken - AIK - Djurgårdens IF 3 - 0 (0-0, 3-0, 0-0) 8094 Hovet, Johanneshov - Nybro Vikings IF - Brynäs IF 2 - 5 (2-2, 0-2, 0-1) 2360 Liljas Arena 17 februari 2024 - Mora IK - Tingsryds AIF Smidjegrav Arena 20 februari 2024 - Tingsryds AIF - Västerås IK 1 - 4 (0-1, 1-2, 0-1) 1353 Dackehallen 21 februari 2024 - Östersunds IK - Brynäs IF Östersund Arena Hall A - BIK Karlskoga - AIK Nobelhallen - Almtuna IS - Södertälje SK Gränby ishall - Djurgårdens IF - Mora IK Hovet, Johanneshov - Kalmar HC - Västerviks IK Hatstore Arena 23 februari 2024 - IF Björklöven - Västerås IK Winpos Arena - Brynäs IF - BIK Karlskoga Monitor ERP Arena - AIK - Nybro Vikings IF Hovet, Johanneshov - Västerviks IK - Almtuna IS ACT-Hallen - Tingsryds AIF - Östersunds IK Dackehallen - Kalmar HC - Mora IK Hatstore Arena - Södertälje SK - Djurgårdens IF Scaniarinken 24 februari 2024 - BIK Karlskoga - Östersunds IK Nobelhallen 25 februari 2024 - Almtuna IS - Tingsryds AIF Gränby ishall - AIK - Brynäs IF Hovet, Johanneshov - Nybro Vikings IF - Kalmar HC Liljas Arena 26 februari 2024 - Södertälje SK - IF Björklöven Scaniarinken 28 februari 2024 - Östersunds IK - Nybro Vikings IF 3 - 4 (0-1, 1-1, 2-2) 1146 Östersund Arena Hall A - Mora IK - Södertälje SK 2 - 0 (0-0, 1-0, 1-0) 3198 Smidjegrav Arena - Västerås IK - Almtuna IS 5 - 3 (1-1, 1-2, 3-0) 2752 ABB Arena Nord - Djurgårdens IF - IF Björklöven 2 - 1 (1-0, 1-0, 0-1) 6831 Hovet, Johanneshov - Västerviks IK - BIK Karlskoga 3 - 5 (0-1, 0-1, 3-3) 567 ACT-Hallen - Tingsryds AIF - Brynäs IF 2 - 5 (0-2, 0-1, 2-2) 1824 Dackehallen - Kalmar HC - AIK 2 - 3 (0-1, 1-1, 1-1) 2500 Hatstore Arena 1 mars 2024 - IF Björklöven - Mora IK Winpos Arena - Brynäs IF - Kalmar HC Monitor ERP Arena - Östersunds IK - Västerviks IK Östersund Arena Hall A - BIK Karlskoga - Tingsryds AIF Nobelhallen - Almtuna IS - Djurgårdens IF Gränby ishall - AIK - Västerås IK Hovet, Johanneshov 2 mars 2024 - Nybro Vikings SK 3 - 2 (0-0, 1-1, 1-1, 0-0, 1-0) 2261 Liljas Arena - Västerås IK - Djurgårdens IF 2 - 3 (1-1, 0-0, 1-1, 0-0, 0-1) 3671 ABB Arena Nord 6 mars 2024 - IF Björklöven - AIK Winpos Arena - Brynäs IF - Västerviks IK Monitor ERP Arena - Mora IK - Västerås IK Smidjegrav Arena - Kalmar HC - Almtuna IS Hatstore Arena - Djurgårdens IF - Östersunds IK Hovet, Johanneshov - Södertälje SK - Tingsryds AIF Scaniarinken - Nybro Vikings IF - BIK Karlskoga Liljas Arena 8 mars 2024 - Östersunds IK - Södertälje SK 1 - 2 (0-0, 1-2, 0-0) 1054 Östersund Arena Hall A - BIK Karlskoga - Mora IK 2 - 3 (1-1, 0-0, 1-2) 3823 Nobelhallen - Västerås IK - Brynäs IF 0 - 4 (0-2, 0-0, 0-2) 3733 ABB Arena Nord - AIK - Almtuna IS 3 - 4 (3-0, 0-1, 0-2, 0-1) 3862 Hovet, Johanneshov - Västerviks IK - IF Björklöven 1 - 5 (0-2, 1-1, 0-2) 743 ACT-Hallen - Tingsryds AIF - Nybro Vikings IF 1 - 7 (1-2, 0-2, 0-3) 2322 Dackehallen - Kalmar HC - Djurgårdens IF 1 - 4 (0-2, 1-0, 0-2) 2500 Hatstore Arena |